# Russula sect. Plorantes
Russula sect. Plorantes oder Lactarioides (nach Sarnari) ist eine Sektion aus der Gattung Russula, die innerhalb der Untergattung Compactae steht. Von ihrem Erscheinungsbild her gleichen sie den großen, weißen Milchlingen der Sektion Albati, mit denen sie auch tatsächlich nahe verwandt sind. Daher wird heute der Name Lactarioides für diese Sektion favorisiert.

## Merkmale

### Sektion Plorantes (Lactarioides)
Die Vertreter dieser Sektion sind meist große Täublinge, die in etwa den gleichen Habitus haben wie die großen Milchlinge aus der Sektion Albati, denn der Hut ist fast immer trichterförmig vertieft. Er ist kompakt, fleischig und glatt und weißlich, beige bis blass bräunlich gefärbt. Der Rand ist oft gewellt. Die Lamellen sind mit vielen, ungleichmäßigen Zwischenlamellen untermischt, aber nie gegabelt. Bei jungen Fruchtkörpern können die Lamellen auch tränen, das heißt, sie sondern wasserklare Tropfen ab. Das Fleisch ist fest, aber meist brüchig und mehr oder weniger weißlich. Er schwärzt oder rötet bei Verletzungen nicht. Im Alter kann sich das Fleisch und der ganze Fruchtkörper etwas dunkler färben.
Die Huthaut ist ohne charakteristische Hyphenzellen. Gewöhnlich sind Pileozystiden vorhanden, nur in seltenen Fällen fehlen sie. Die Zystiden und Basidien in den Lamellen sind mehr oder weniger groß. Das Sporenornament ist stärker entwickelt und der Hilarfleck ist deutlich amyloid. Pigmente sind selten und meist auf eine blaue Zone am Lamellenansatz an der Stielspitze beschränkt. Auch die Lamellen können einen bläulichen Schimmer aufweisen.
- Die Typart ist Russula delica, der Gemeine Weiß-Täubling.

### Systematik
Die Plorantes oder Lactarioides, wie sie bei Sarnari heißen, stehen bei Sarnari, Romagnesi und Bon innerhalb der Untergattung Compacta (e), und sind somit ein Schwestertaxon zu den Nigricantinae (bzw. Compactae). Neuere molekularbiologische Arbeiten zeigen aber, dass die beiden Schwestertaxa weniger stark miteinander und mindestens genauso stark mit anderen Gruppen aus dem Russulastammbau verwandt sind. 
Bon unterteilt seine Sektion Plorantes weiter in die Untersektionen  Delicinae  und  Pallidosporinae. Auch hier zeigen Sequenzanalysen der R-DNA, dass beide Taxa zwar basal am Stammbaum entspringen, aber ansonsten nicht näher miteinander verwandt sind.

#### Subsektion Pallidosporinae
Die Untersektion enthält mittelgroße bis große Arten, die den Weiß-Täublingen recht ähnlich sehen, aber gelbe (und nicht grünliche) Lamellen haben. Auch das Sporenpulver ist ockerlich-cremefarben bis gelb. Die Sporen messen 9 × 7 µm und der Hilarfleck ist ziemlich amyloid. Die Pileocystidia färben sich in Sulfobenzaldehyd schwach an. Die epikutikulären Hyphenzellen sind 2–4 (5) µm breit.
- Die Typusart ist Russula pallidospora, der Gelbblättrige Täubling.

| Deutscher Artname       | Wissenschaftlicher Artname | Autor                     |
| ----------------------- | -------------------------- | ------------------------- |
| Gelbsporiger Täubling   | Russula flavispora         | Romagn. (1967)            |
| Russula littoralis      | Russula littoralis         | Romagn. (1972)            |
| Gelbblättriger Täubling | Russula pallidospora       | J. Blum ex Romagn. (1967) |
| Russula pseudodelica*   | Russula pseudodelica*      | J.E. Lange (1926)         |

#### Subsektion Delicinae
- Die Typusart ist Russula delica, der Gewöhnliche Weiß-Täubling.

| Deutscher Artname              | Wissenschaftlicher Artname | Autor                  |
| ------------------------------ | -------------------------- | ---------------------- |
| Schmalblättriger Weiß-Täubling | Russula chloroides         | (Krombh.) Bres. (1838) |
| Breitblättriger Weiß-Täubling  | Russula delica             | Russula (1838)         |